# US Open 2018 - Quad doppio
Andrew Lapthorne e David Wagner erano i detentori del titolo e si sono riconfermati battendo in finale Dylan Alcott e Bryan Barten con il punteggio di 3–6, 6–0, [10–4].

## Teste di serie
1. Andrew Lapthorne /  David Wagner (campioni)

1. Dylan Alcott /  Bryan Barten (finale)

## Tabellone

### Legenda
| - Q = Qualificato - WC = Wild card - LL = Lucky loser | - ALT = Alternate - SE = Special Exempt - PR = Protected Ranking | - w/o = Walkover - r = Ritirato - d = Squalificato |

### Finale
|  | Finale |                               |   |   |      |  |
|  |        |                               |   |   |      |  |
|  | 1      | Andrew Lapthorne David Wagner | 3 | 6 | [10] |  |
|  | 2      | Dylan Alcott Bryan Barten     | 6 | 0 | [4]  |  |